# Municipio de Drum Creek
El municipio de Drum Creek (en inglés: Drum Creek Township) es un municipio ubicado en el condado de Montgomery en el estado estadounidense de Kansas. En el año 2010 tenía una población de 510 habitantes y una densidad poblacional de 5,59 personas por km².

## Geografía
El municipio de Drum Creek se encuentra ubicado en las coordenadas 37°13′38″N 95°35′53″O / 37.22722, -95.59806. Según la Oficina del Censo de los Estados Unidos, el municipio tiene una superficie total de 91.3 km², de la cual 91,09 km² corresponden a tierra firme y (0,22 %) 0,2 km² es agua.

## Demografía
Según el censo de 2010, había 510 personas residiendo en el municipio de Drum Creek. La densidad de población era de 5,59 hab./km². De los 510 habitantes, el municipio de Drum Creek estaba compuesto por el 95,69 % blancos, el 0,59 % eran amerindios, el 0,39 % eran asiáticos, el 0,2 % eran de otras razas y el 3,14 % eran de una mezcla de razas. Del total de la población el 1,18 % eran hispanos o latinos de cualquier raza.